# پردیس (فیلم ۱۹۸۲)
«پردیس» (انگلیسی: Paradise) فیلمی در ژانر رمانتیک و درام است که در سال ۱۹۸۲ منتشر شد. از بازیگران آن می‌توان به ویلی آمس، فوبه کیتس، و یوسف شیلواخ اشاره کرد.